# John Boozman
John Boozman, né le 15 septembre 1959 à Shreveport (Louisiane), est un homme politique américain. Membre du Parti républicain, il est sénateur de l'Arkansas au Congrès des États-Unis depuis 2011. Il est auparavant représentant du 3e district congressionnel de l'État à partir de 2001.

## Biographie

### Représentant des États-Unis
Boozman est élu à la Chambre des représentants des États-Unis en 2001, lors d'une élection spéciale visant à remplacer Asa Hutchinson, nommé directeur de la Drug Enforcement Administration (DEA) par la président George W. Bush. Il est réélu en 2002, 2004, 2006 et 2008.

### Sénateur des États-Unis
Il se présente avec succès le 18 mai 2010 à l'investiture du Parti républicain en vue de l'élection pour le siège de sénateur des États-Unis pour l'Arkansas occupé par Blanche Lincoln, membre du Parti démocrate. Il remporte le scrutin le 2 novembre 2010 avec 57,9 % des voix contre 36,9 % à Lincoln, dans un contexte de vague conservatrice. Il est réélu pour un deuxième mandat en 2016 avec 59,8 % des voix contre 36,2 % à Conner Eldridge, candidat du Parti démocrate.